# 苏青 (作家)
苏青（1914年5月12日—1982年），浙江鄞县人，本名冯和仪，字允庄，苏青为笔名。作家，小说家、散文家、剧作家。20世纪40年代与张爱玲齐名的海派女作家的代表人物。代表作为长篇小说《结婚十年》。

## 生平

### 早年生涯
蘇青本名馮和儀，1914年5月12日出生於浙江省鄞縣吉林區塘碶鄉二村。:131父親馮雨松為運用美國退還《辛丑條約》賠款派遣的第五批留學生，1914年進入哥倫比亞大學，當時並未見到同年出生的馮和儀。:24母親鮑竹青在她出生後不久進入女子師範修讀。馮和儀被寄養在外祖母家中。:131
1919年父親歸國，就職於漢口中國銀行。同年馮和儀搬至寧波城西浣錦村祖父家居住，並入讀附近由祖父馮丙然擔任校長的敦本小學。1921年隨父母搬遷至上海，入讀住家附近的弄堂小學。1924年父親任職的銀行倒閉， 不久病逝，母親遂帶她返回浣錦村。1925年入讀鄞縣立女子師範學校，1927年因涉及校園紛爭而休學。1928年插班入讀鄞縣立女子中學。1930年畢業後，入讀省立第四中學高中部。:131-132
1933年畢業後，考入国立中央大学（今南京大學）外文系。1934年與李欽後結婚，隨後因孕而退學。9月於寧波婆家產下長女。1935年任教於寧波私立培正小學。同年隨丈夫移居上海，將長女留在寧波。:133为发抒产女苦闷，写作散文《产女》，以本名馮和儀投稿给《论语》杂志，受到雜誌主編陶亢德的賞試，改以《生男与育女》为题刊出。:32
1936年6月，次女出生，不久發生七七事變。1937年，開始以筆名「蘇青」投稿。8月三女出生，產後因上海受戰事波及，搭乘難民船至寧波鄉下避難。1938年，蘇青回到上海，將三個女兒分別託付姑家、母親及寧波農家。她在《宇宙風》雜誌社任職一個月，丈夫李欽後成為開業律師。1939年初，三女夭折。6月四女出生。她至寧波私下效實中學上海分校擔任臨時代課老師。其間她與李欽後合辦《小評論》雜誌，僅出刊兩期便停辦。1941年12月8日太平洋戰爭爆發，日軍全面占領上海公共租界，上海成為「淪陷區」。:133-135
此階段她投稿時用本名馮和儀，時用筆名蘇青，作品主要發表於《論語》、《宇宙風》兩份雜誌，偶而發表於《逸经》、《文藝》、《作風》、《學生月刊》等雜誌。:133-135

### 淪陷區職業作家時期
1942年獨子出生，李欽後失業，家中經濟失去支柱，因而陷入困境。蘇青與丈夫關係惡化，轉任職業作家，並公開從事文化活動。隨後離家，擔任中華聯合製片有限公司編劇。1943年任職汪精衛政權的上海市政府專員。同年成立天地出版社，發行《天地》雜誌。其間出席日本文化使團茶話會、華北文化觀光團歡迎會等活動，並在汪精衛所辦之《中華日報》副刊《中華周刊》投稿多次。:135-136
1944年與李欽後離婚，隨後任職中日文化協會秘書，並創辦《小天地》月刊。同年代表作长篇自传体小说《结婚十年》开始在《风雨谈》连载，:137因內容不避談性事，一时被目为大胆女作家而毁誉纷纷；该书次年出版单行本，半年内再版九次，到1948年底，已有18版之多。又被称为“犹太女作家”。
1945年與周文璣合辦《上海經》雜誌，僅出刊一期便停辦。同年6月，《天地》雜誌停刊。同年8月15日，日本無條件投降，中國抗日戰爭結束。上海光復後，蘇青被列為「文化漢奸」。:138-139
1942年至1945年8月間，蘇青的作品主要發表於《古今》、《風雨談》、《雜誌》、《中華周刊》、《天地》等雜誌，偶而發表於《文友》、《大眾》、《小天地》等雜誌及《光化日報》。:135-139

### 二戰後創作銳減時期
國民政府回到上海後，便展開一連串的政治調查，蘇青也被列入名單。當局並未查出她與日本或汪精衛政府有實質上的關連，故僅在短暫的問話後便釋放，未以漢奸罪名逮捕或懲處。儘管如此，蘇青在上海陷時期的作品，幾乎全遭查禁。:41
1945年至1950年間，蘇青因遭到政治立場的非難與社會輿論的壓迫，收入銳減，生活陷入困境。:41為求生存，她在1947年以馮允莊名義創立四海出版社，並由該出版社發行作品《续结婚十年》。同年，她與永華影業公司簽訂《結婚十年》、《續結婚十年》的攝製權。1948年，她又以四海出版社名義創立天地書店。:42、139
這段期間蘇青的作品數量不多，分別發表於《大光》、《大家》、《女聲》、《七日談》等雜誌，以及《新夜報·夜明珠》、《力報》、《小日報》、《申報·自由談》等報紙媒體。:139-140
1949年10月1日中華人民共和國成立後，主張男女兩性平等相待，並頒布同工同酬、婚姻自主相關法律，令蘇青對於在新環境中謀生活有些期望。她加入「婦女生產促進會」，並自費學習俄語。1950年，她透過朋友介紹，先後投稿32篇散文至香港的《上海日報》，但卻收不到稿費，而且還為此而被公安單位約談。因為沒有收入，只得將子女送回前夫處。:42、140

### 越劇團編劇時期
1951年，前夫李欽後因貪污案遭到槍決，蘇青接回子女。她參加上海市軍管會文藝處舉辦的「劇曲編導學習班」，結業後進入合作劇團試用。隨後又由劇團介紹參加第三屆「劇曲研究班」，結業後進入越劇名小生尹桂芳經營的芳華越劇團擔任編劇，以「馮允莊」名義編寫劇本。:43、140
她曾编写《江山遗恨》、《卖油郎》、《屈原》、《宝玉与黛玉》、《李娃传》等剧本。其中1954年《宝玉与黛玉》演出连满300多场，创剧团演出最高记录。

### 入獄、文革至文化館時期
1955年12月1日，蘇青因涉及「胡風反革命集團案」被捕，關進上海提籃橋監獄。依據官方說法，蘇青是因撰寫劇本《司馬遷》向復旦大學教授賈植芳請教，往來書信在賈宅被搜到，因而被認定與胡風案有關連。1957年6月27日，因「罪行並不嚴重」（一說查无实证）而釋放，監禁時間接近一年七個月。:45、141-142
1959年加入紅旗錫劇團，先前的入獄經歷影響了她的個性，處事變得極為小心謹慎，不復昔日風采。:142
1966年開始的文化大革命期間，蘇青遭到批鬥。據鄰居表示時，她常被迫脖子掛著大牌子在自家門口罰站。後來她被送入「牛棚」隔離審查，又被派到鄉下勞動，然後再度被批鬥。:142大女儿和二女儿與她劃清界限、斷絕往來。
她被紅旗錫劇團撤職，後來被黃浦區文化館收留。1975年退休後，每月領取退休金43.19元。:142

### 晚年
晚年多病的蘇青臥床，不得不請中醫上門，竟為每次一元的出診費不能報銷而苦惱，她「只求早死」。病中，蘇青很想再看一看自己的書《結婚十年》，卻因該書被禁，遍求不得。后来借来几本苏青当年作品。在炎夏二周的期限内，由她的小女儿和外孙共同抓紧抄写，以留作纪念。
1982年12月7日，蘇青因心臟病、糖尿病、肺結核等多重症狀併發逝世。她出殯的時候，只有兒子、媳婦、小女兒、小女婿及外孫五人送葬。:46、142
蘇青死後兩年，小女儿和外孙收到了上海公安局的「平反」昭雪书信。八十年代后期，小女儿和小外孙带着苏青的骨灰移民到美国西海岸。

## 特色
蘇青一向直言不諱，用詞犀利，時有驚人之語。胡蘭成曾評價其文章風格：「苏青为人作文，是世俗的，百无禁忌的。」
蘇青亦曾在《談女人》中大膽斷言：「我敢说世界上没有一个女人不想永久学娼妇型的！」

## 文學地位
蘇青在世時一度與其相同時代的著名女作家張愛玲齊名，時稱「蘇張」。張愛玲曾如此評論蘇青：「把我同冰心、白薇她們來比較，我實在不能引以為榮，只有和蘇青相提并論我是甘心情愿的。」而蘇青亦曾表示：「女作家的作品，我從來不大看，只看張愛玲的文章。」 然而，張愛玲的文學作品更受到後世重視，蘇青與之相比則較少被提起。

## 作品

### 小说
- 《结婚十年》
- 《续结婚十年》
- 《歧途佳人》

### 散文集
- 《浣锦集》
- 《涛》
- 《逝水集》

### 剧本
- 《屈原》(越剧）
- 《宝玉与黛玉》（越剧）
- 《卖油郎》（越剧）
- 《借妻》(甬剧)
- 《宝玉与黛玉》
- 《新房子》（越剧）
- 《河山遗恨》（越剧）
- 《李白》(锡剧)
- 《李娃传》

## 苏青研究
- 《乱世佳人苏青》，李偉，上海书店出版社，2001年
- 《海上花开——民国上海四才女之苏青传》，王一心，安徽文藝出版，2011年

## 相關人物
- 姜貴
- 張愛玲

## 信息提供
本址信息由苏青的外孙提供。苏青的三女儿（外孙的妈妈）核实。苏青墓地在美国西雅图。苏青，她的三女儿， 和外孙将葬在同一墓园。